# Bublifuk

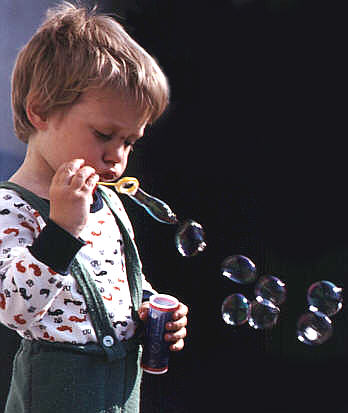
Malé dítě hrající si s bublifukem a foukající bubliny.

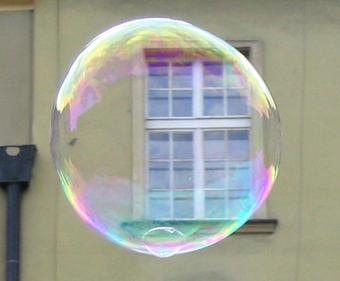
Bublina

Bublifuk je nástroj na tvorbu bublin. Jedná se o oblíbenou dětskou hračku určenou nejen pro děti, ale i starší populaci.

## Princip bublifuku
Bublifuk využívá principu povrchového napětí a proudu vzduchu, kterým se vyplní slabá membrána ze speciální kapaliny. Tlačící vzduch ji začne deformovat, membrána se začíná natahovat a vytvářet protáhlý tvar. Díky snaze každého tělesa dosáhnout tvaru s nejnižší energií se začne vznikající těleso deformovat do tvaru koule. Jak bublina narůstá, působí na ni stále větší tlak vzduchu proudícího okolo otvoru, což má za následek její odloučení. Následně dochází k jejímu postupnému zakulacování do doby, než bublina praskne.
Bublina praskne kvůli oslabování stěn bubliny. Vlivem gravitace dochází k odtoku vody a přípravku do její spodní části. Zvláštním případem je narušení její stěny předmětem či nečistotou v okolí, což změní stav povrchového napětí, případně změny tlaku v okolí bubliny, což má za následek také její prasknutí.

## Stavba
Nejsnáze se vytvářejí bubliny pomocí obyčejného brčka na pití nebo pomocí plastového bublifuku, který se prodává téměř v každém hračkářství. Zařízení se obvykle skládá ze tří části - nádobky na saponát, saponátu a fukaru. Funkce nádoby je v uchovávání kapaliny, která se využívá na tvorbu bublin.
Saponát je většinou obyčejnou směsí mýdlové vody či jarového saponátu, ale pro profesionální tvorbu bublin je potřeba namíchat speciální směsi (typicky zhruba 10 dílů destilované vody, 3 díly saponátu a 1 díl glycerinu – např. 85% glycerol  z lékárny).
Fukar je tyčka, která je na jedné straně zakončena držátkem a na druhé oválným (nejčastěji kulatým) otvorem, který se namáčí v saponátu. Díky povrchovému napětí se ve fukaru objeví membrána, do které se pak fouká. Ač se zdá tvorba bublin jednoduchá, jejich výroba a tedy používání bublifuku vyžaduje určitý stupeň praxe. Foukající musí správně odhadnout, jakou silou má fouknout. Při pomalém fouknutí nedojde k vyklenutí bubliny a k jejímu vzniku, při rychlém fouknutí membrána praskne.
Průměru fukaru je přímo úměrná velikost bubliny, což vede mnoho lidí k potřebě vyrobit si vlastní zařízení. Většinou lze použít jakýkoli uzavřený kruh. Větší bublifuk je možné vyrobit například ohnutím drátu do smyčky tak, aby jedna strana sloužila jako držadlo. Drát ale musí být dostatečně silný, aby neměnil tvar. To může být vylepšeno omotáním drátu nějakou látkou, tak aby se mýdlová voda lépe držela na konstrukci.
Bublifuky dnes prodávané jsou často na vrchu vybavené přídavnou hrou, nejčastěji kuličkou, kterou je nutné přesunovat na určené místo.

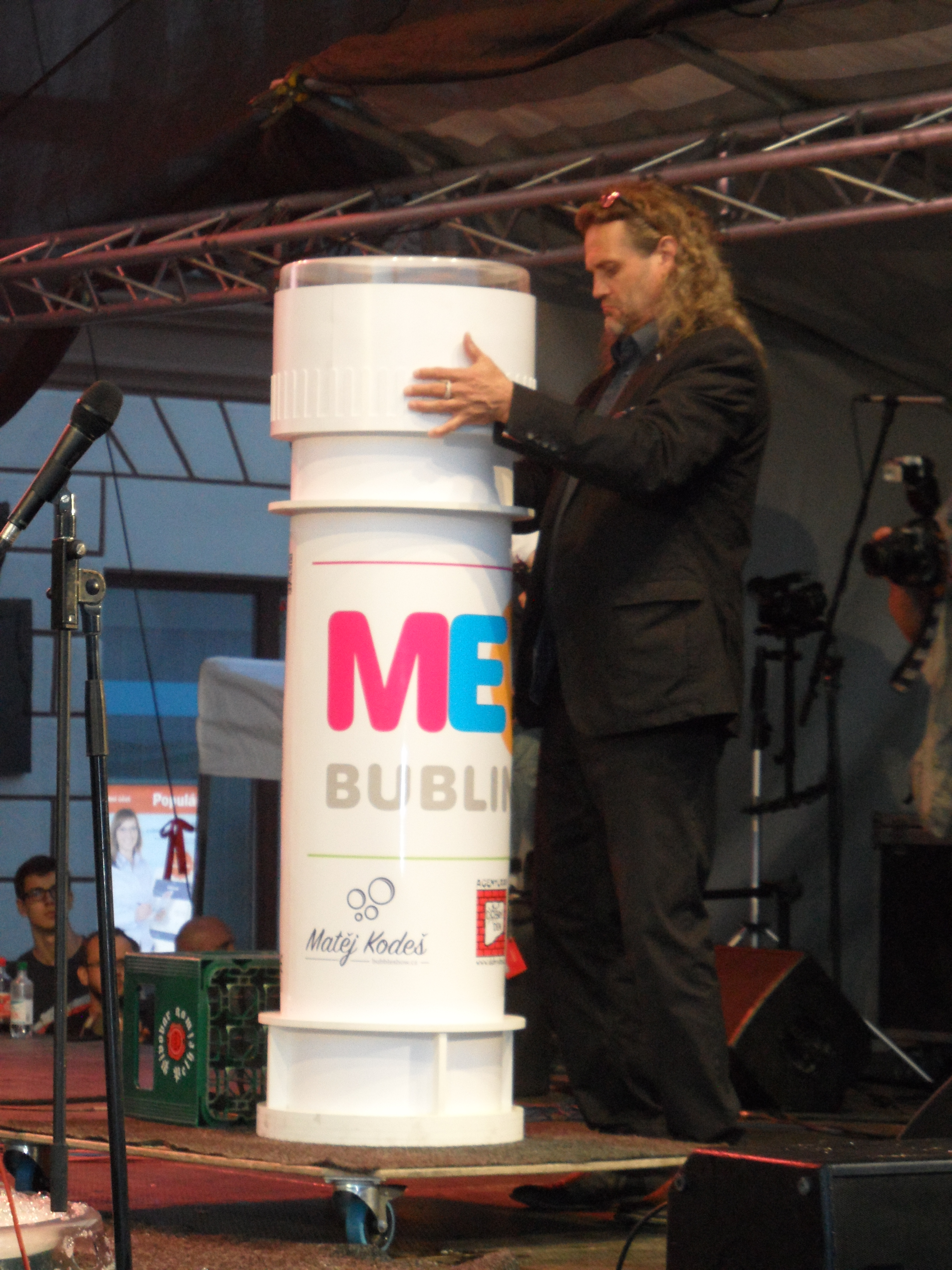
Největší bublifuk na festivalu Pelhřimov – město rekordů 2017

## Slavní bublifukáři

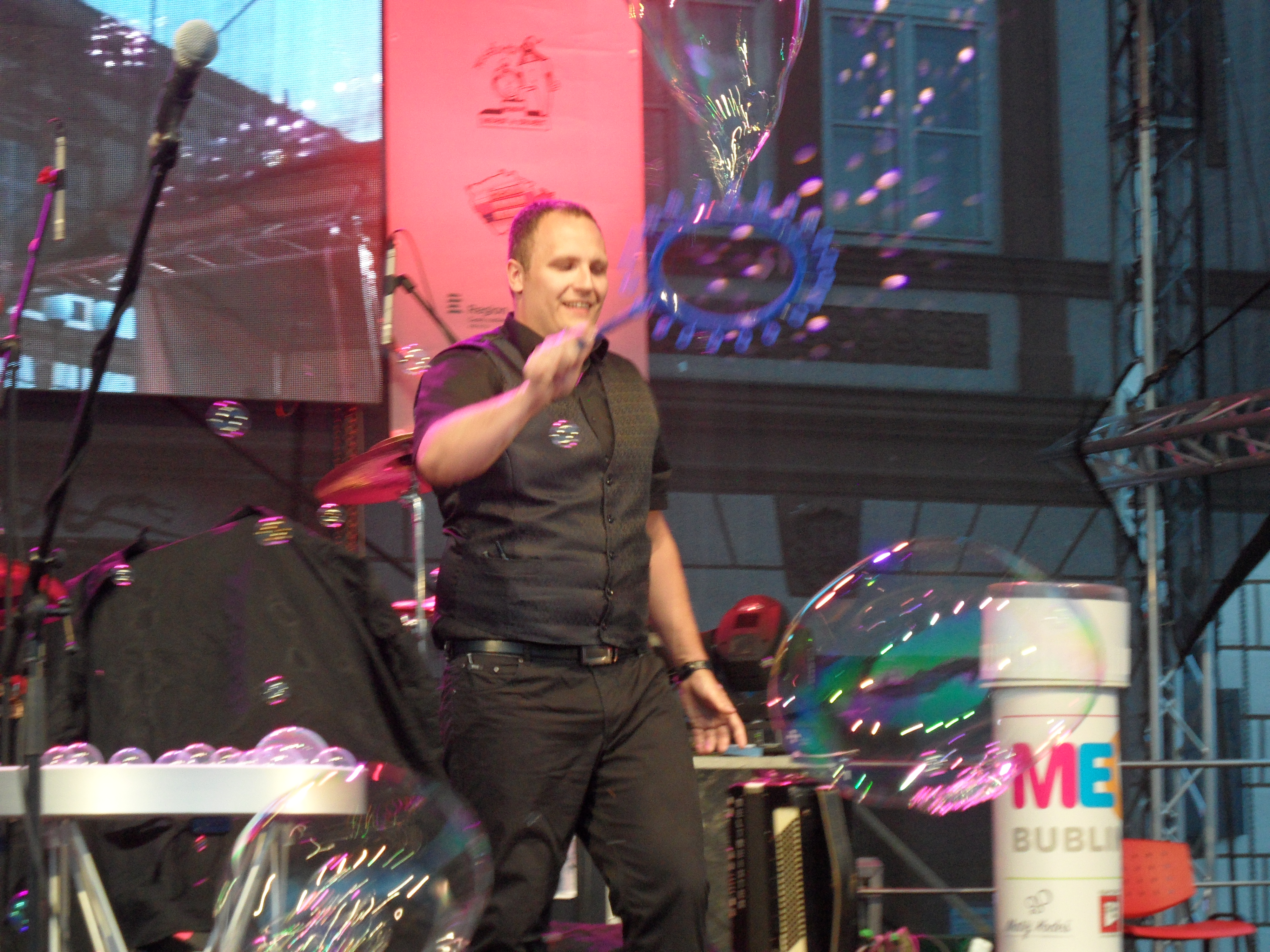
Z vystoupení Matěje Kodeše na festivalu Pelhřimov – město rekordů 2017

Klutz Press zpopularizoval bublifuk na obří bubliny objevený Davidem Steinem – textilní kruh s umělohmotnou tyčí, který se dal snadno rozvírat nebo zmenšovat. Klutz prodává knihy o bublinách, které podávají čtenářům návody „jak na to“ a zábavné nápady včetně již připraveného bublifuku.
K nejlepším bublinářům u nás, ale i ve světě patří mladý umělec Matěj Kodeš, který umí s bublifukem doslova kouzla. Dokáže vytvořit například bublinu ve tvaru krychle, nebo hvězdičky, mezi jeho unikátní kousky patří levitující a hořící bubliny, bubliny kouřové, barevné a dokonce ty největší na světě. Pomocí svého unikátního bublifuku vytvořil například největší volně letící bublinu na světě o rozměru 20,57 m³. Do bubliny uzavřel také největší věc na světě a to závodní kamion.
Bubliny se mohou nafukovat bublinovou trubičkou, která je vyrobená z umělé hmoty a podobá se dýmce, někdy má i víc misek na konci. Mýdlová voda se pak nalije do misky a při foukání do náustku se vytvářejí bubliny. 

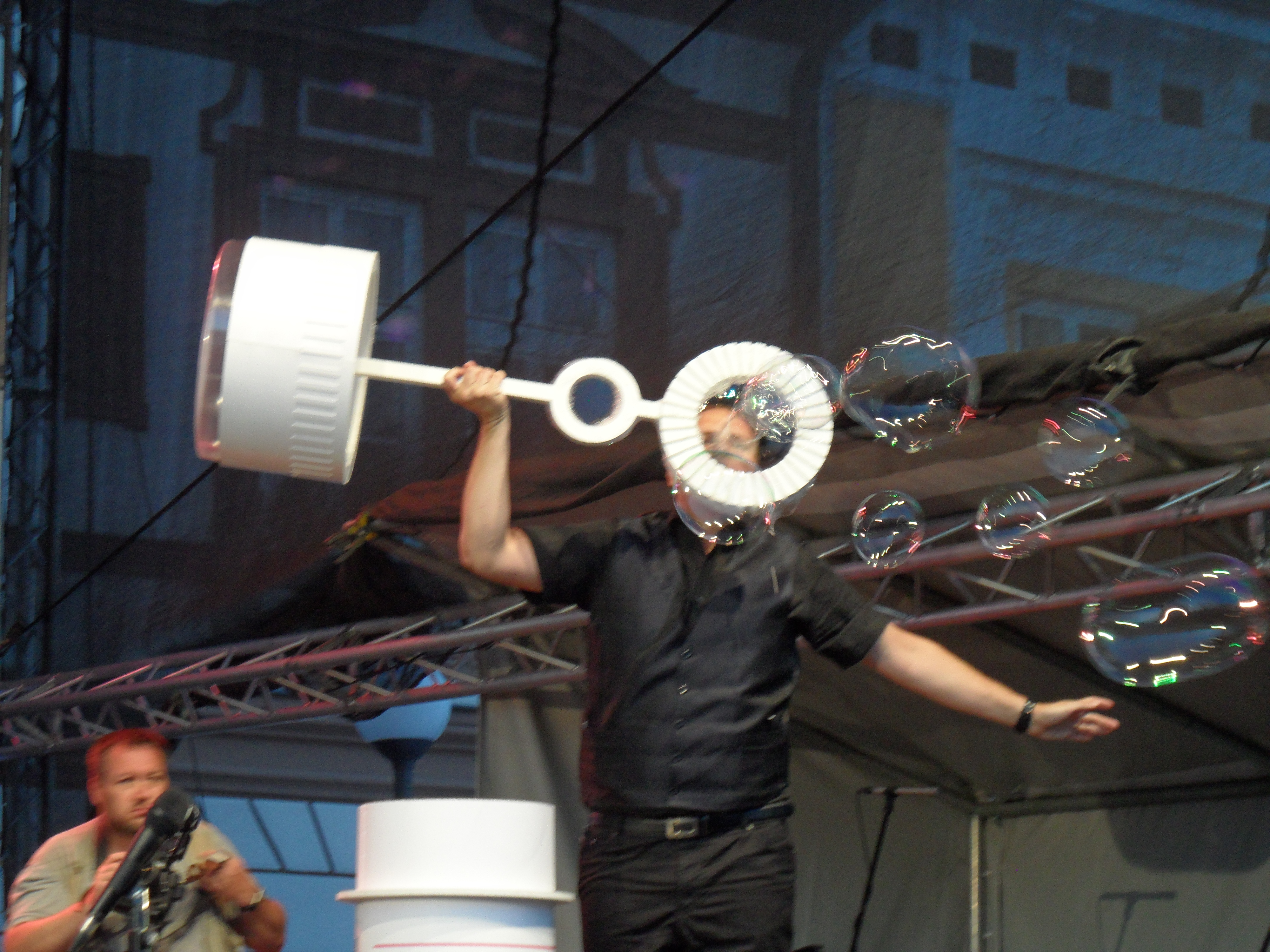
Největší bublifuk v akci (Pelhřimov – město rekordů 2017)

## Největší bublifuk
Během svého vystoupení na galavečeru Rekordman roku v sobotu 10. června 2017 (27. ročník festivalu Pelhřimov – město rekordů 2017) předvedl Matěj Kodeš také největší bublifuk, který zachovává tvar a provedení bublifuků, které se běžně prodávají v obchodech. Bublifuk je vysoký 140,5 cm a vejde se do něj 30 litrů mýdlového roztoku. Po vystoupení byl bublifuk předán do Muzea rekordů a kuriozit, kde bude vystavován.

## Historie

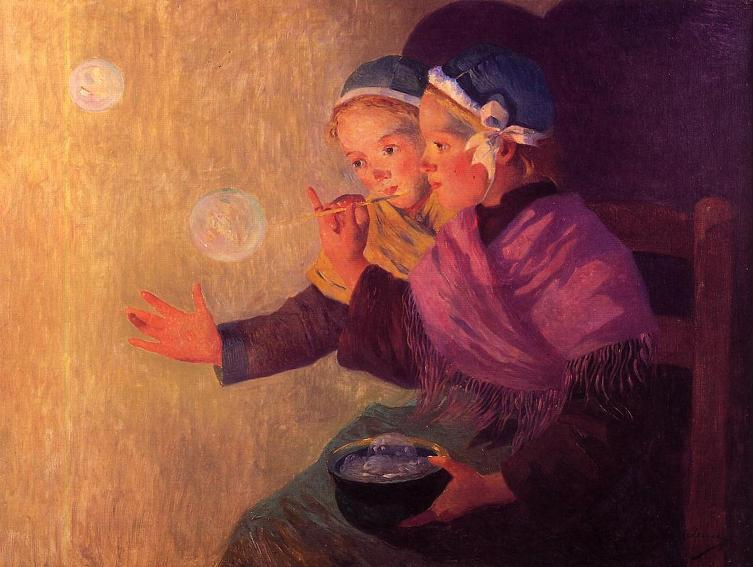
Foukání mýdlových bublin na obraze Ferdinanda du Puigaudeau

Děti vyfukující bubliny z hliněných dýmek zobrazovali vlámští malíři již v sedmnáctém století. Koncem 80. let 19. století přispěla svým dílem k rozšíření této záliby reklama na mýdlo anglické firmy A&F Pears. Společnost využila služeb průkopníka reklamy Thomase Barratta, který použil k propagaci mýdla obraz malíře Johna Everetta Millaise (1829–1896), na němž chlapec vyfukuje mýdlovou bublinu. Mezi prvními, kdo počátkem 20. století začali prodávat „bublifuk“ jako hračku, byli podomní obchodníci a stánkaři na poutích. S revolučním nápadem plnit malé lahvičky roztokem na výrobu bublin přišla na začátku 40. let chicagská chemická společnost Chemtoy, specializující se na čisticí prostředky. Na trh ve velkém měřítku bublifuk uvedla společnost Tootsietoy, která později Chemtoy převzala. V 70. letech vznikly společnosti Imperial, Wells a Pustifix a celosvětový prodej lahviček s bublifukem výrazně vzrostl. Dnes je bublifuk jednou z nejprodávanějších hraček.
Americký architekt David Stein podporován svou malou dcerou začal experimentovat s různým složením roztoků a tvary používaného nářadí a bývá označován za „otce obřích bublin“. Velký podíl na popularizaci „bublinománie“ má nakladatelství Klutz Press, které vydává řadu srozumitelných publikací s návody na přípravu roztoků, často je součástí knihy i již připravený roztok včetně různě tvarovaných pomůcek k vyfukování bublin.